# Parafia św. Doroty w Orlu
Parafia Świętej Doroty w Orlu – parafia rzymskokatolicka z siedzibą w Orlu, znajdująca się w dekanacie lubranieckim diecezji włocławskiej. 